# Akweya jezici
Akweya jezici, skupina nigersko-kongoanskih jezika iz Nigerije, koja čini dio šire skupine idomoid.
Dijeli se na dva osnovna ogranka Eloyi sa (1) istoimenim jezikom eloyi [afo], i etulo-idoma sa (6) jezika podijeljenih na podskupine etulo (jezik etulo [utr]) i idoma s jezicima agatu [agc], alago [ala], idoma [idu], igede [ige] i yala [yba].

## Vanjske poveznice
- Ethnologue (14th)
- Ethnologue (15th)